# Joe Alwyn

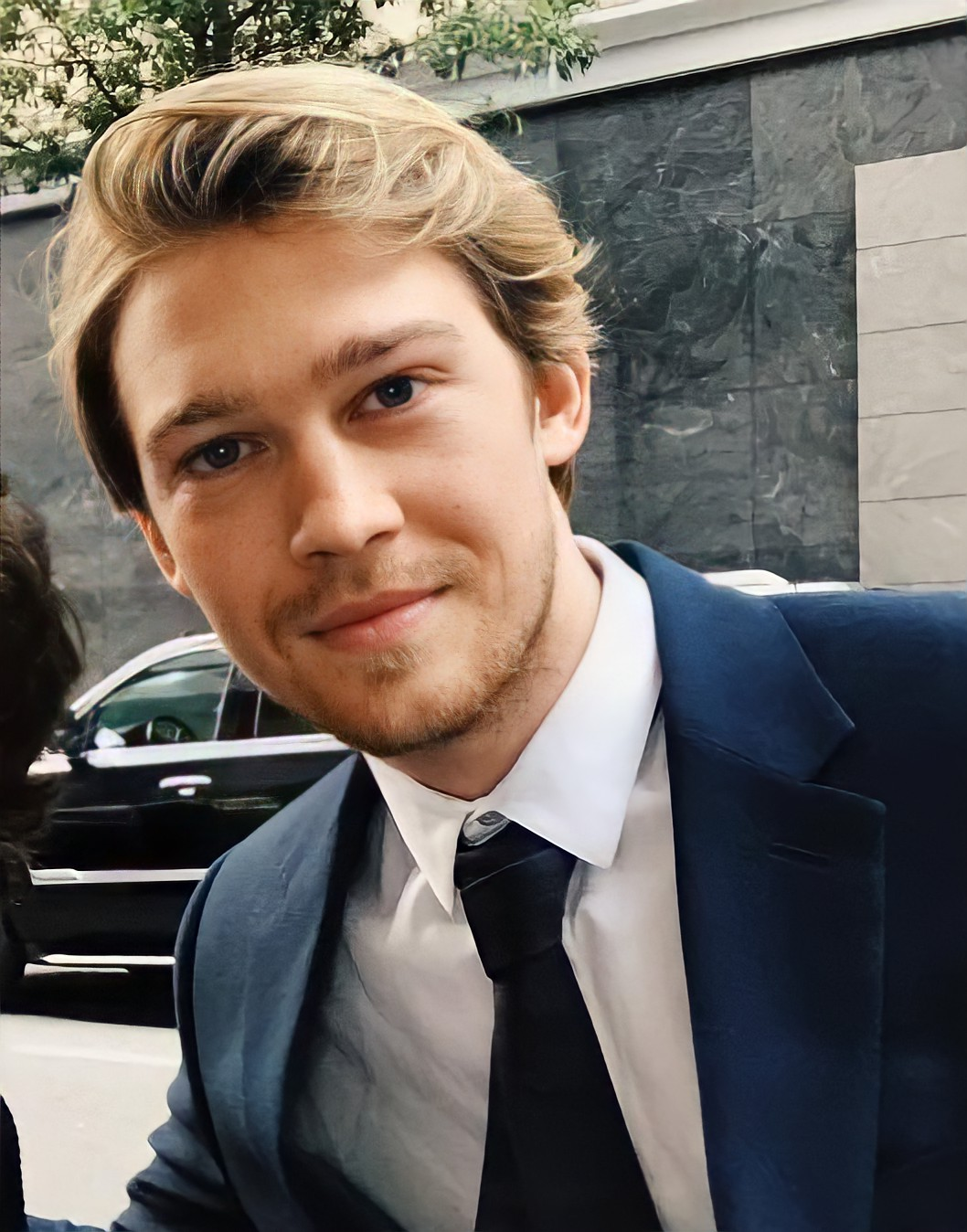
Joe Alwyn nel settembre 2018.

Joe Alwyn (Londra, 21 febbraio 1991) è un attore britannico.

## Biografia
Nato a nord di Londra, figlio di Elizabeth, autrice e psicoterapeuta, e del documentarista Richard Alwyn. È pronipote del compositore William Alwyn. Ha effettuato gli studi presso la City of London School. Coltivando il sogno di diventare attore, è diventato membro del National Youth Theatre nei suoi ultimi anni dell'adolescenza. Mentre studiava letteratura inglese e teatro all'università di Bristol, ha recitato in due produzioni studentesche al festival Edinburgh Fringe. Dopo essersi laureato nel 2012, ha terminato gli studi di recitazione alla Royal Central School of Speech and Drama.
Poco dopo la fine degli studi, ottiene il suo primo ruolo come protagonista nel film di Ang Lee Billy Lynn - Un giorno da eroe. Successivamente ottiene ruoli di supporto nei film L'altra metà della storia e Operation Finale.
A maggio 2018 ottiene un riconoscimento come miglior rivelazione maschile al Festival di Cannes.
Nel 2020 ha contribuito alla scrittura di due canzoni dell'album Folklore e tre dell'album Evermore di Taylor Swift usando lo pseudonimo di William Bowery. Il nome William è un tributo al suo bisnonno, William Alwyn, un compositore musicale che non ha mai conosciuto, e Bowery è un riferimento alla zona del centro di New York, dove ha trascorso molto tempo quando è arrivato per la prima volta negli Stati Uniti. Utilizzando il medesimo pseudonimo, ha contribuito alla scrittura di un brano dell'album Midnights della stessa Swift.

## Vita privata
Dal 2016 al 2023 ha avuto una relazione con la cantante statunitense Taylor Swift.

## Filmografia

### Cinema
- Billy Lynn - Un giorno da eroe (Billy Lynn's Long Halftime Walk), regia di Ang Lee (2016)
- L'altra metà della storia (The Sense of an Ending), regia di Ritesh Batra (2017)
- Operation Finale, regia di Chris Weitz (2018)
- La favorita (The Favourite), regia di Yorgos Lanthimos (2018)
- Boy Erased - Vite cancellate (Boy Erased), regia di Joel Edgerton (2018)
- Maria regina di Scozia (Mary Queen of Scots), regia di Josie Rourke (2018)
- Harriet, regia di Kasi Lemmons (2019)
- Miss Americana, regia di Lana Wilson (2020)
- The Souvenir: Part II, regia di Joanna Hogg (2021)
- L'ultima lettera d'amore (The Last Letter from Your Lover), regia di Augustine Frizzell (2021)
- Stars at Noon - Stelle a mezzogiorno (Stars at Noon), regia di Claire Denis (2022)
- Catherine (Catherine Called Birdy), regia di Lena Dunham (2022)
- Kinds of Kindness, regia di Yorgos Lanthimos (2024)
- The Brutalist, regia di Brady Corbet (2024)
- Hamlet, regia di Aneil Karia (2024)

### Cortometraggi
- A Very Short Film about Longing, regia di Eimear McBride (2023)

### Televisione
- A Christmas Carol – miniserie TV, 3 episodi (2019)
- Conversations with Friends – miniserie TV, 12 episodi (2022)

## Riconoscimenti
- Festival di Cannes
  - 2018 – Trofeo Chopard per la rivelazione maschile

- CinEuphoria Awards
  - 2020 – Candidatura per il premio miglior cast internazionale per La favorita

- Grammy Awards
  - 2021 – Premio per l'album dell'anno per Folklore (come produttore)

- Gold Derby Awards
  - 2019 – Premio per il miglior cast per La favorita
  - 2020 – Candidatura per il premio cast del decennio per La favorita
- Satellite Awards
  - 2019 – Premio per il miglior cast in un film per La favorita

## Doppiatori italiani
Nelle versioni in italiano delle opere in cui ha recitato, Joe Alwyn è stato doppiato da:
- Davide Perino in La favorita, Boy Erased - Vite cancellate, Harriet, L'ultima lettera d’amore, Stars at Noon - Stelle a mezzogiorno, Catherine, Conversation with Friends, Kinds of Kindness
- Andrea Mete in L'altra metà della storia, Operation Finale
- Andrea Oldani in Billy Lynn - Un giorno da eroe
- Jacopo Venturiero in Maria regina di Scozia
- Emanuele Ruzza in The Brutalist